# Comuna Păuliș, Arad
Păuliș (în maghiară Ópálos, în germană Paulisch) este o comună în județul Arad, Crișana, România, formată din satele Barațca, Cladova, Păuliș (reședința) și Sâmbăteni.
Primele atestări documentare în care este menționată localitatea Păuliș apar în prima jumătatea a secolului al XIV-lea, în anul 1333, când în registrele dijmelor papale apare sub numele de Paululese, iar în anul 1334 , sub denumirea de Sacerdos de Paulese sau Sacerdos de Paululese, după numele ordinului călugărilor paulini din Cetatea Cladova.
La începutul secolului al XVI-lea Păulișul a fost menționat în legătură cu biserica și chiliile călugărilor paulini, care se aflau la gura Văii Cladovei, Păulișul numărându-se între așezările ordinului călugăresc respectiv. La sfârșitul secolului al XVI-lea, ca urmare a faptului că ordinul călugăresc nu a respectat dispoziția voievodului Ardealului de a îmbrățișa confesiunea reformată, averile lor au fost confiscate și au fost siliți să părăsească acele meleaguri.
Prima menționare pe hartă a localității sub denumirea de Palelese este din anul 1560.
Pentru prima dată întâlnim denumirea de Păuliș în anul 1752. În Conscripția din anul 1828, localitatea apare sub numele de Vetus Paulis și Neo Paulis pentru așezarea din nord-vestul localității a coloniștilor germani.
După darea în folosință a tramvaiului electric în anul 1913, întâlnim denumirea de Palos (H). 
Ulterior actului reîntregirii neamului de la 1 decembrie 1918, când județul Arad a trecut sub administrație românească, numele localității revine la denumirea de Păuliș, nume păstrat până în prezent. 
Primul document care amintește de localitatea Sâmbăteni,  datează din secolul al XII-lea. Numele sub care apare satul este Sumbuth, ceea ce ne îndreptățește să credem că este legat de ziua Sâmbetei. De altfel, localități cu acest nume se găsesc și în țări vecine, nume care ar însemna rămășițele străvechi ale zeității  Sabadius, divinitatea soarelui, aduse de coloniștii romani, veniți din Asia Mică. 
Până în perioada Evului Mediu, istoria Păulișului este indisolubil legată de localitatea Cladova, care este menționată documentar pentru prima dată în anul 1308 sub denumirea de Kolodova. În anul 1333, atunci când Păulișul este menționat  în registrul dijmelor papale, localitatea Cladova, apare sub numele de Sacerdos de Galauda.
Barațca  a intrat în componența comunei Păuliș în anul 1939, sub denumirea de Persicani.

## Așezare geografică
Comuna Păuliș este situată în vestul României, în județul Arad, pe malul drept al râului Mureș, la poalele dealurilor ce alcătuiesc treapta sudică a Munților Zărandului, Masivul Highiș, într-o zonă de contact direct a muntelui cu câmpia, zonă cunoscută  sub denumirea de Podgoria Aradului. 
Vatra satului este amplasată pe exteriorul unui arc de curbură pe care dealurile subcarpatice îl formează aici. 
Prin mijlocul comunei trece șoseaua DN7, din care se desprinde în centrul comunei DJ 708 B, ce străbate întreaga podgorie arădeană. Pe teritoriul comunei, trece DJ 708 C, care face legătura  Sâmbăteni-Ghioroc, și DC 69, care face legătura cu satul Cladova.
Împreună cu satele aparținătoare, perimetrul vetrei comunei Păuliș este de 361 ha, din care perimetrul vetrei Păulișului este de 123 ha, a Sâmbăteniului este de 162 ha, a Barațcăi este de 26 ha și a Cladovei de 50 ha. Suprafața totală a comunei este de 12806 ha.

## Clima
Clima temperat-continentală moderată, verile nu sunt excesiv de călduroase, temperatura medie fiind de 22 °C, iernile fiind scurte și blânde, cu zăpadă redusă cantitativ, temperatura medie în lunile de iarnă nu scade sub - 3°C. Primăverile sunt scurte și timpurii, toamnele sunt lungi și călduroase.

Demografie
Componența etnică a comunei Păuliș
     Români (88,47%)
     Romi (3,24%)
     Maghiari (1,61%)
     Alte etnii (0,71%)
     Necunoscută (5,98%)
Componența confesională a comunei Păuliș
     Ortodocși (63,98%)
     Penticostali (20,22%)
     Baptiști (4,23%)
     Romano-catolici (2,39%)
     Alte religii (2,36%)
     Necunoscută (6,83%)
Conform recensământului efectuat în 2021, populația comunei Păuliș se ridică la 4.234 de locuitori, în creștere față de recensământul anterior din 2011, când fuseseră înregistrați 4.120 de locuitori. Majoritatea locuitorilor sunt români (88,47%), cu minorități de romi (3,24%) și maghiari (1,61%), iar pentru 5,98% nu se cunoaște apartenența etnică. Din punct de vedere confesional, majoritatea locuitorilor sunt ortodocși (63,98%), cu minorități de penticostali (20,22%), baptiști (4,23%) și romano-catolici (2,39%), iar pentru 6,83% nu se cunoaște apartenența confesională.

## Politică și administrație
Comuna Păuliș este administrată de un primar și un consiliu local compus din 13 consilieri. Primarul, Saul Sigheti[*], de la Alianța pentru Unirea Românilor, este în funcție din 1 noiembrie 2024. Începând cu alegerile locale din 2024, consiliul local are următoarea componență pe partide politice:
|  | Partid                          | Consilieri | Componența Consiliului | Componența Consiliului | Componența Consiliului | Componența Consiliului | Componența Consiliului | Componența Consiliului | Componența Consiliului |
|  | ------------------------------- | ---------- | ---------------------- | ---------------------- | ---------------------- | ---------------------- | ---------------------- | ---------------------- | ---------------------- |
|  | Alianța pentru Unirea Românilor | 7          |                        |                        |                        |                        |                        |                        |                        |
|  | Partidul Național Liberal       | 5          |                        |                        |                        |                        |                        |                        |                        |
|  | Partidul Social Democrat        | 1          |                        |                        |                        |                        |                        |                        |                        |

## Atracții turistice
- Biserica fortificată din satul Cladova, construcție secolul al XIV-lea ,
- Ruinele cetății "Cladova", neolitic
- Monumentul Eroilor din satul Păuliș, în memoria ostașilor români , ofițeri, subofițeri și elevi ai "Detașamentului Păuliș", căzuți la datorie pentru a stopa intrarea trupelor hitleristo-hortyste spre Defileul Mureșului, s-a înălțat un Monument, opera sculptorilor arădeni: Emil Vitroel și Ion Munteanu împreună cu arhitectului Miloș Cristea.  Monumentul are o înălțime de 20 m și o arhitectură deosebită. Ansamblul are ca element central statuia din bronz a unui ostaș român, cu arma strânsă la piept, orientat spre granița de vest a țării. Statuia ostașului ațezată pe un piedestal masiv din beton, are inscripționat pe postamentul ei textul omagial - "Eroilor de la Păuliș. 1944". Fundalul este format din două aripi stilizate, care semnifică avântul luptătorilor și victoria. făclia amplasată pe platforma monumentului simbolizează recunoștința veșnică a celor de azi și de mâine, pentru cei care s-au jerfit în acel sângeors septembrie 1944 pentru libertatea noastră. [17]
- Valea Cladovei
- Lunca Mureșului
- Conacul de la Barațca

### Eroii păulișeni care s-au jertfit pe câmpul de luptă în primul război mondial (1914-1918)
| Nr. crt. | Gradul  | Numele și prenumele | Anul și locul morții  |
| -------- | ------- | ------------------- | --------------------- |
| 1.       | Sergent | Andreescu Dimitrie  | 1916, Italia          |
| 2.       | Sergent | Neța Dimitrie       | 1916, Italia          |
| 3.       | Sergent | Novac Dimitrie      | 1916, Italia          |
| 4.       | Sergent | Răitaru Ioan        | 1916, Italia          |
| 5.       | Sergent | Socolan Nicolae     | 1915, Serbia          |
| 6.       | Caporal | Barbă Nicolae       | 1915, Rusia           |
| 7.       | Caporal | Șirian Florea       | 1914, Rusia           |
| 8.       | Caporal | Zărie Dorel         | 1917, Rusia           |
| 9.       | Soldat  | Andrașiu Vasile     | 1914, Serbia          |
| 10.      | Soldat  | Ardelean Gheorghe   | 1918                  |
| 11.      | Soldat  | Ardelean Teodor     | 1918, Rusia           |
| 12.      | Soldat  | Avrămuț Iosif       | Rusia                 |
| 13.      | Soldat  | Barbă Iosif         | 1916, Italia          |
| 14.      | Soldat  | Barbă Teodor        | 1915, Rusia           |
| 15.      | Soldat  | Barbă Gheorghe      | în prizonierat, Rusia |
| 16.      | Soldat  | Barna Gheorghe      | 1918, spital          |
| 17.      | Soldat  | Bățălăreanu Petru   | 1916, Rusia           |
| 18.      | Soldat  | Berariu Dimitrie    | 1914, Serbia          |
| 19.      | Soldat  | Berariu Gheorghe    | Rusia                 |
| 20.      | Soldat  | Boșneac Ioan        | 1916                  |
| 21.      | Soldat  | Boșneac Iosif       | 1916                  |
| 22.      | Soldat  | Boșneac Vasile      | 1916, Rusia           |
| 23.      | Soldat  | Brădean Teodor      | 1916, Italia          |
| 24.      | Soldat  | Bujugan Mihai       | 1918, acasă           |
| 25.      | Soldat  | Cocioban Petu       | 1918, Italia          |
| 26.      | Soldat  | Crișan Ioan         | 1916, Rusia           |
| 27.      | Soldat  | Crișan Dimitrie     | 1915, Rusia           |
| 28.      | Soldat  | Cuiedan Iosif       | 1916, Italia          |
| 29.      | Soldat  | Cuiedan Ioan        | Rusia                 |
| 30.      | Soldat  | Dumbrăvicean Petru  | 1914, Muntenegru      |
| 31.      | Soldat  | Ferenți Teodor      | 1915,Rusia            |
| 32.      | Soldat  | Giuri Ioan          | 1918, Mărășești       |
| 33.      | Soldat  | Ioțica Gheorghe     | 1915, Serbia          |
| 34.      | Soldat  | Ivici Gheorghe      | 1917                  |
| 35.      | Soldat  | Jura Petru          | 1916, Rusia           |
| 36.      | Soldat  | Jura Ioan           | 1916, Rusia           |
| 37.      | Soldat  | Langher Isăilă      | 1916, Italia          |
| 38.      | Soldat  | Minișan Gheorghe    | 1918, Italia          |
| 39.      | Soldat  | Minișan Iosif       | 1918                  |
| 40.      | Soldat  | Minișan Petru       | 1918                  |
| 41.      | Soldat  | Mircu Petru         | 1917, Rusia           |
| 42.      | Soldat  | Mizul Blagoe        | 1919                  |
| 43.      | Soldat  | Neța Gheorghe       | 1916, Italia          |
| 44.      | Soldat  | Neța Gheorghe       | 1917, Rusia           |
| 45.      | Soldat  | Nija Isailă         | 1914, Rusia           |
| 46.      | Soldat  | Novac Nicolae       | 1915, Rusia           |
| 47.      | Soldat  | Păcurar Dimitrie    | 1917, Italia          |
| 48.      | Soldat  | Pernevan Vasile     | Rusia                 |
| 49.      | Soldat  | Popovici Costa      | Rusia                 |
| 50.      | Soldat  | Rista Petru         | Rusia                 |
| 51.      | Soldat  | Rudău Teodor        | 1917, Cluj            |
| 52.      | Soldat  | Rusu Ioan           | 1915, Rusia           |
| 53.      | Soldat  | Rusu Ioan           | 1918, acasă           |
| 54.      | Soldat  | Simion Teodor       | 1916, Rusia           |
| 55.      | Soldat  | Stoiu Nica          | 1914, acasă           |
| 56.      | Soldat  | Șirian Mihai        | 1917, spital, Arad    |
| 57.      | Soldat  | Șirian Dimitrie     | 1915, Rusia           |
| 58.      | Soldat  | Șirian Mihai        | 1915, Rusia           |
| 59.      | Soldat  | Șirian Gheorghe     | 1915, Rusia           |
| 60.      | Soldat  | Vasi Nicolae        | 1918, Rusia           |
| 61.      | Soldat  | Vărășeț Ioan        | 1915, spital          |

### Eroi - fii ai satului Cladova, jertfiți pe câmpul de luptă în primul război mondial 1914-1918
1. Hancea Petru
2. Vasa Ioan
3. Ștef Teodor
4. Recnit Dolfi
5. Dascăl Dimitrie
6. Blaj Nuțu
7. Dascăl Ion
8. Moștior Dumitru
9. Păcurari Nuțu
10. Blaj Ștefan
11. Ursulescu Gheorghe
12. Ștef Gheorghe
13. Lăcătiș Dumitru
14. Lingurari Ignat
15. Moștior Vila

### Eroii păulișeni de naționalitate germană din primul război mondial
1. Borscht Martin
2. Duran Andreas
3. Duran Georg
4. Duran Michael
5. Holzer Martin
6. Grafner Matthias
7. Jakob Johann
8. Muller Andreas
9. Reingruber Georg
10. Wegmann Georg
11. Wegman Peter
12. Zollner Andreas [18]